# Mario Ottieri
Mario Ottieri (Portici, 15 agosto 1910 – Napoli, 22 ottobre 1974) è stato un imprenditore e politico italiano.

## Biografia
Imprenditore edile, si presenta alle elezioni amministrative del 1953 nella lista del Partito Socialista Democratico Italiano (PSDI). Durante il primo mandato di Achille Lauro come sindaco di Napoli ricopre l'incarico di assessore ai Lavori Pubblici nella giunta comunale. In questo periodo vengono compiuti degli interventi, connotati come esempi di speculazione edilizia, che alterano profondamente il tessuto urbano partenopeo. Tra questi i più significativi sono la costruzione dell'Ambassador's Palace Hotel e palazzo Ottieri in Piazza del Mercato. La figura di Ottieri è alla base del personaggio di Edoardo Nottola, protagonista del film Le mani sulla città di Francesco Rosi.
Viene eletto due volte alla camera dei deputati, ovvero nel 1958 (III legislatura) e nel 1963 (IV legislatura). Nel 1967 viene condannato per bancarotta e dichiarato decaduto per sopraggiunta causa di ineleggibilità. Si dimette il 13 aprile 1967. Il suo posto vacante verrà occupato dal primo dei non eletti, il collega di partito Raffaele Chiarolanza.

## Galleria d'immagini

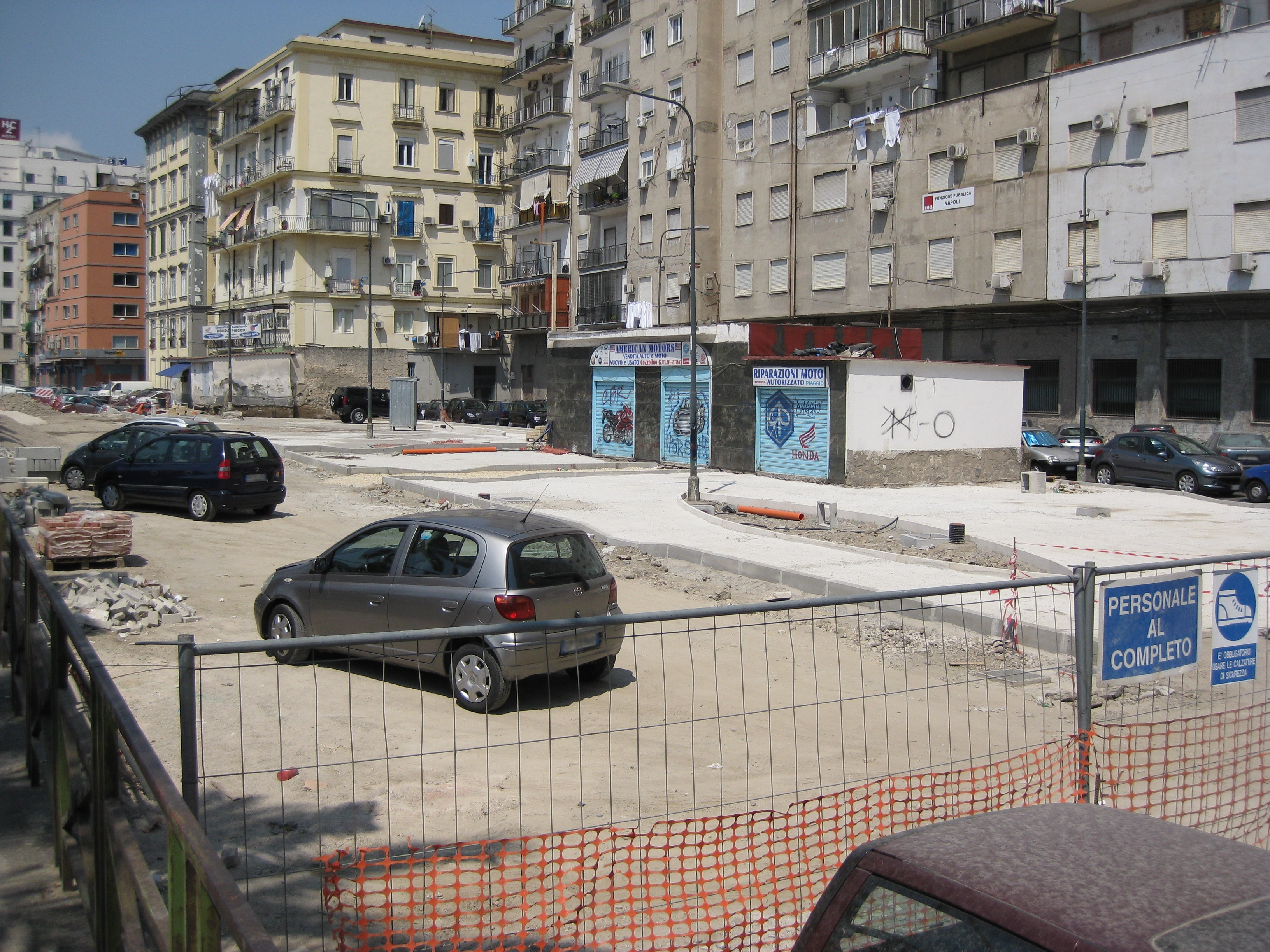
Palazzo Ottieri, parzialmente visibile sulla destra
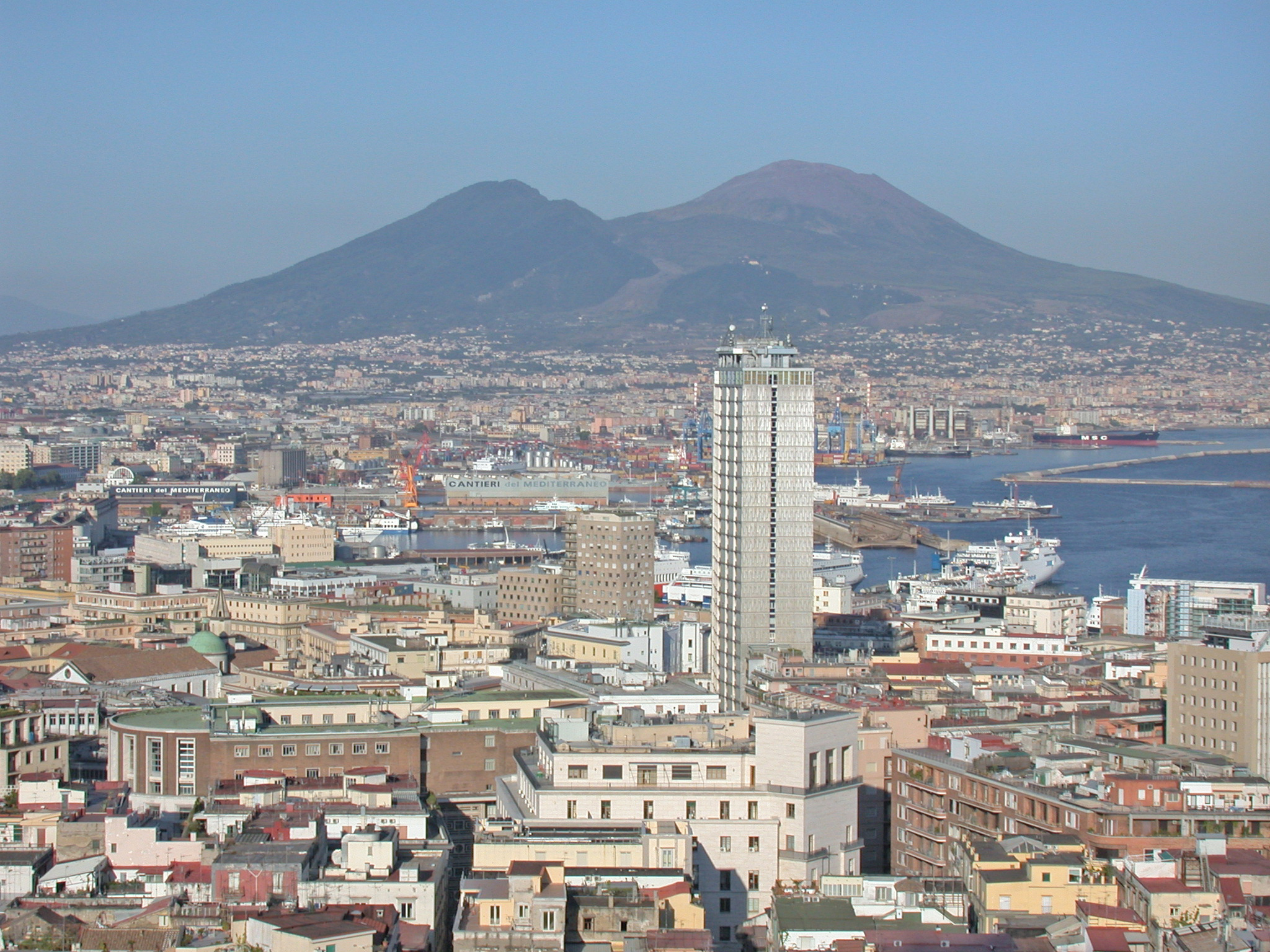
Ambassador's Palace Hotel, già noto come grattacielo della Società Cattolica di Assicurazioni, venne edificato tra il 1954 ed il 1957, costituendo il primo esempio di grattacielo a Napoli